# SMA Solar Technology

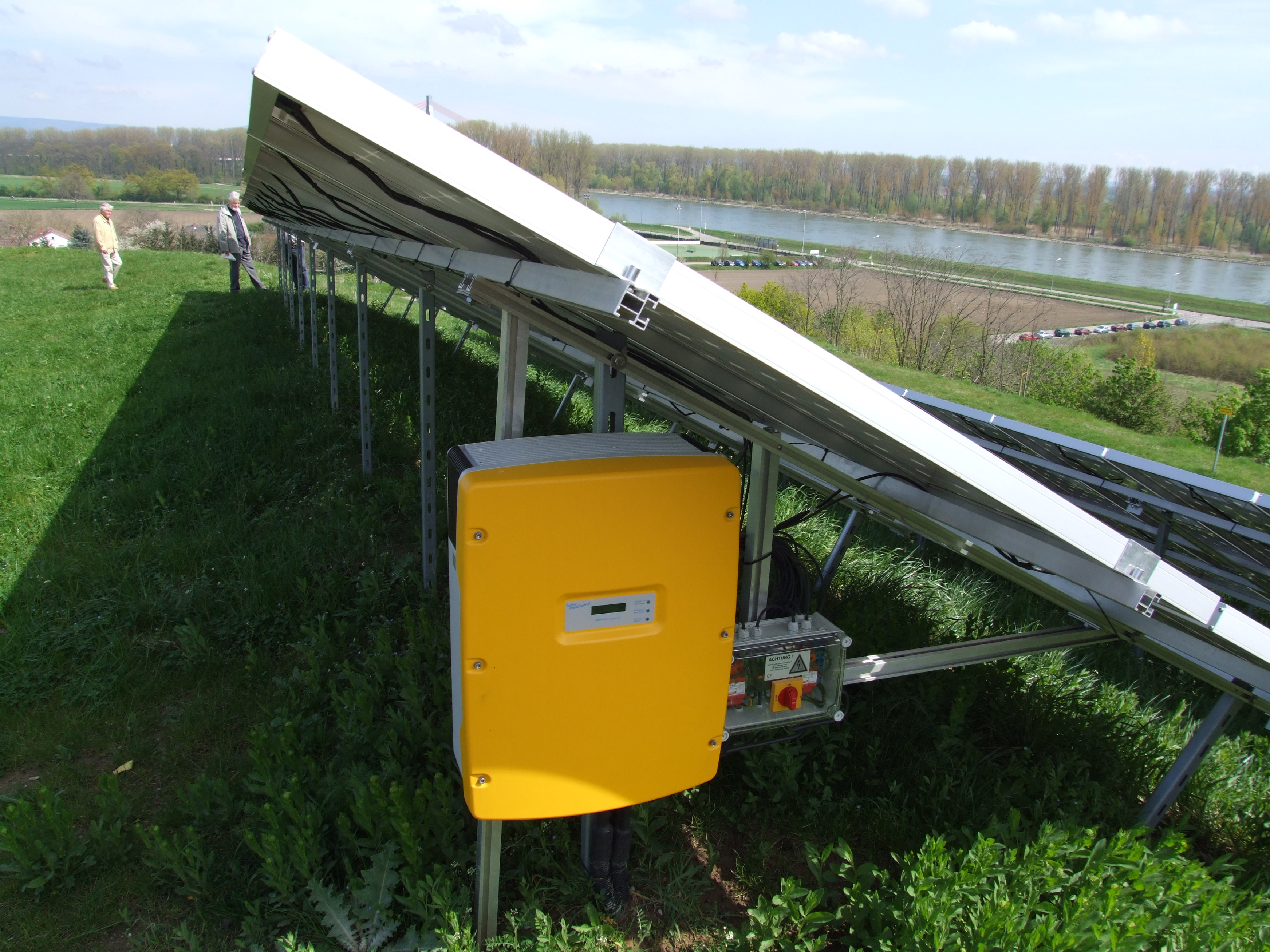
Un inversor solar de SMA instalado en una planta de conexión a red en Speyer, Alemania.

SMA Solar Technology AG (significado original de SMA: System-, Mess- und Anlagentechnik - tecnología de sistemas, medición e instalaciones) es el fabricante de inversores para energía solar fotovoltaica con mayor facturación a nivel mundial y el más conocido en Alemania para instalaciones fotovoltaicas con suministro de energía a la red, alimentación independiente de la red y servicios "backup".
La empresa tiene su sede central en la ciudad de Niestetal, situada al norte de Hessen, cerca de Kassel, y cuenta con 16 sucursales en cuatro continentes. Al igual que SMA Railway Technology AG, SMA Solar Technology AG tuvo su origen en la antigua SMA Technologie AG y actualmente tiene una plantilla que supera los 6000 trabajadores, y en 2010 tuvo una facturación de 1900 mill. de euros. La empresa cotiza en el TecDAX desde septiembre de 2008.

## Historia
SMA fue creada en 1981 por los miembros del consejo de dirección Günther Cramer, Peter Drews y Reiner Wettlaufer con el nombre de SMA Regelsysteme GmbH, como empresa independiente de la Universidad de Kassel, y en 2004 cambió su nombre por SMA Technologie AG. En junio de 2008 se cambió el nombre por la denominación actual, para recalcar la fuerte concentración en tecnología solar y justificar la internacionalización de la empresa. Al mismo tiempo se separó el área comercial Tecnología de Ferrocarril, pasando a SMA Railway Technology GmbH.
SMA participa en deENet, una asociación de "red de competencia para tecnologías de energía descentralizada en el norte de Hessen“ creada a principios de 2003, la cual debe concentrar las competencias existentes en la región en este sector. En marzo de 2009, SMA creó la fábrica de energía solar 1, un centro de producción con CO2 neutral, la cual ha sido distinguida por su eficacia energética y respeto por el medio ambiente.
Logotipo de SMA Railway Technology GmbH

## Perfil de la empresa
En 2006, SMA fue incorporada en la lista de los 100 mejores empleadores de Europa.
En el año 2010, la empresa tenía una plantilla con más de 5500 trabajadores, y logró una facturación de 1900 mill. de euros en todo el mundo, concentrándose en el desarrollo y la fabricación de tecnología de sistemas para instalaciones fotovoltaicas. Anteriormente, SMA también incluía las áreas comerciales de tecnología de ferrocarril, ordenadores industriales y sistemas de energía innovadores. SMA tiene sucursales de venta y servicio en EE. UU., Canadá, España, Italia, Francia, Gran Bretaña, China, Corea del Sur, Australia, Bélgica, India, República Checa y Gran Bretaña, y sucursales de servicio en Portugal y Emiratos Árabes Unidos. En Denver, Colorado se ha creado una fábrica para aproximadamente 700 trabajadores como primer emplazamiento de producción en el extranjero. En la provincia canadiense de Ontario se ha creado otro emplazamiento de producción y servicio.
En el año 2011, SMA compró la empresa polaca dtw Sp.z o.o. a uno de sus antiguos proveedores principales de componentes electrónicos.

## Productos

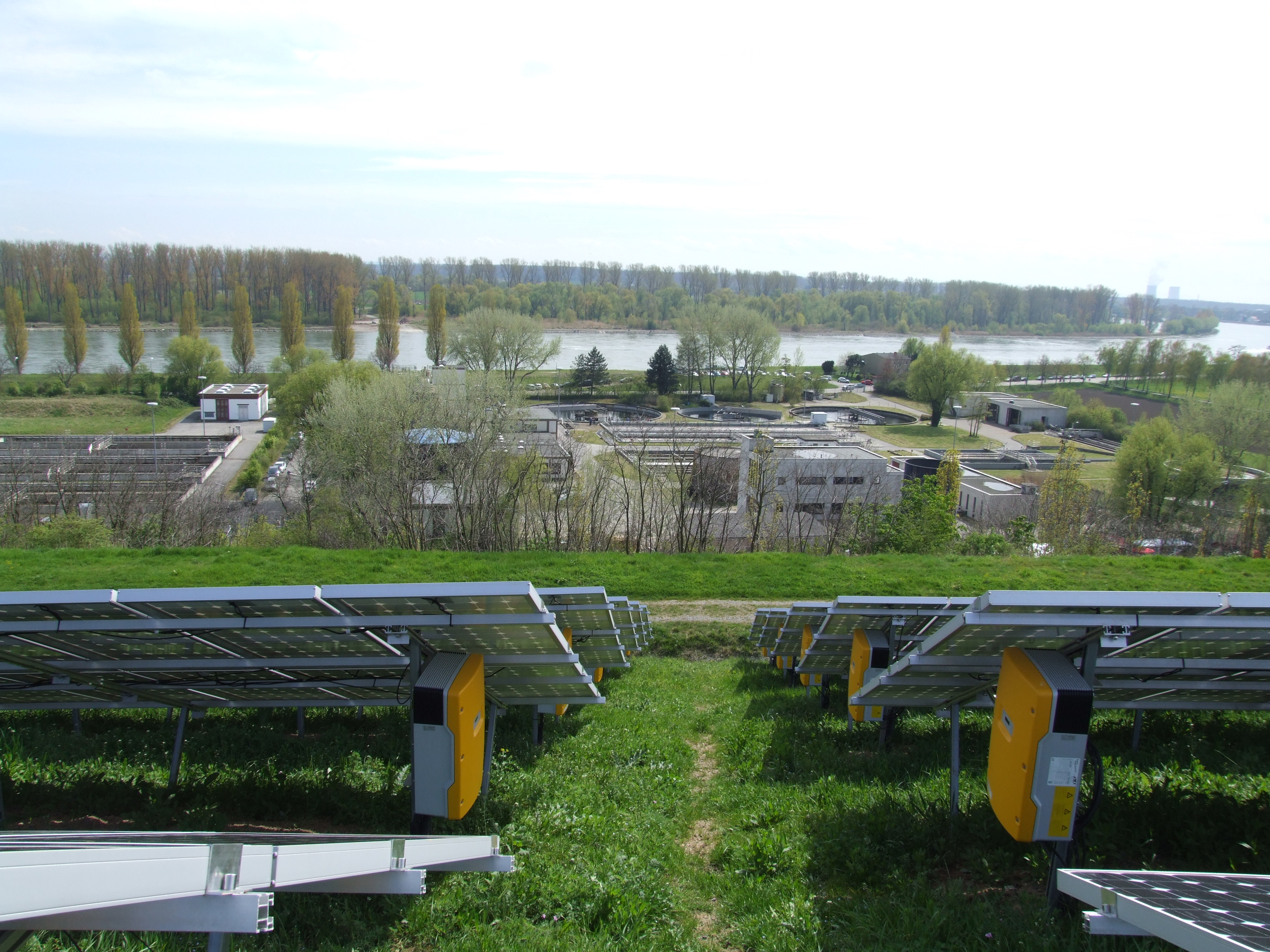
Disposición de los inversores en una planta fotovoltaica.

SMA vende inversores en un mercado de tecnología solar que crece intensamente, comercializando sus familias de productos “Sunny Boy“ (para instalaciones pequeñas y domésticas así como estructuras arborescentes de paneles solares), “Sunny Mini Central“ o "Sunny Tripower" (para instalaciones de nivel medio con potencia entre 6 kW y el rango de megavatios) y “Sunny Central“ (para instalaciones al aire libre y parques solares con potencia entre 100 kW y el rango de megavatios, como p. ej. la instalación de energía solar en el parque de Waldpolenz, con 40 MW) para el suministro en la red combinada así como “Sunny Island“ para instalaciones de islas independientes. Los inversores se complementan con componentes para la vigilancia de instalaciones y evaluación de datos. La filial SMA Railway Technology desarrolla y fabrica componentes y sistemas de electrónica de potencia, sobre todo para el tráfico ferroviario de cercanías y largo recorrido.

## Cifras comerciales
| Ejercicio comercial | Facturación (en Million de €) | EBIT (en Million de €) | Beneficios (en Million de €) | Trabajadores |
| ------------------- | ----------------------------- | ---------------------- | ---------------------------- | ------------ |
| 2003                | 104                           | 16                     | 8                            | 703          |
| 2004                | 181                           | 33                     | 13                           | 832          |
| 2005                | 172                           | 35                     | 18                           | 928          |
| 2006                | 193                           | 33                     | 21                           | 1.164        |
| 2007                | 327,3                         | 59,3                   | 36,8                         | 1.600        |
| 2008                | 681,6                         | 167,4                  | 119,5                        | 2.513        |
| 2009                | 934,3                         | 228,4                  | 161,1                        | 3.412        |
| 2010                | 1.920,1                       | 516,8                  | 365,0                        | 5.519        |
| 2011                | 1.676,3                       | 240,3                  | 166,1                        | 6.366        |

 31. Diciembre 2011 

## Cotización en bolsa
Desde el 27 de junio de 2008, las acciones de la empresa cotizan en el Prime Standard de la bolsa de valores de Fráncfort. El 22 de septiembre, las acciones de la empresa se incorporaron al índice de tecnología TecDAX. Desde el 22 de septiembre de 2008, las acciones también se incorporaron al ÖkoDAX.

## Distinciones
En los últimos años, SMA ha recibido diversas distinciones de diferentes instituciones. En el año 2000, SMA fue distinguida con el premio en el concurso Großer Preis des Mittelstandes (gran premio de empresas de nivel medio), de la Fundación Oskar-Patzelt, y en 2004 fue primer finalista. Tanto en 2011 como en 2012, Great Place to Work honró a SMA como “mejor empleador de Alemania“ en la categoría de “empresas con más de 5.001 trabajadores“. SMA fue también “empleador líder de ingenieros en 2011“. En 2010, SMA logró el segundo puesto en toda Alemania en la categoría de “empresas con 2.001 - 5.000 trabajadores“ y el tercer puesto en toda Europa en “empresas con más de 500 trabajadores“. En el año 2008, SMA recibió el Premio Alemán de Equidad.
La fábrica SMA Solar 1 fue distinguida además con el Energy Efficiency Award 2010 por la Agencia Alemana de Energía, gracias a su producción con CO2 neutral, y en 2011 también por Alemania – País de las Ideas.